# Université nationale de Zaporijia
 (janvier 2024).
Si vous disposez d'ouvrages ou d'articles de référence ou si vous connaissez des sites web de qualité traitant du thème abordé ici, merci de compléter l'article en donnant les références utiles à sa vérifiabilité et en les liant à la section « Notes et références ».
L'université nationale de Zaporijjia  ou ZNU (en ukrainien : Запорізький національний університет) est une université qui se trouve à Zaporijjia, en Ukraine.

## Structure de l'université
Départements :
- Mathématiques ;
- Physique ;
- Economie ;

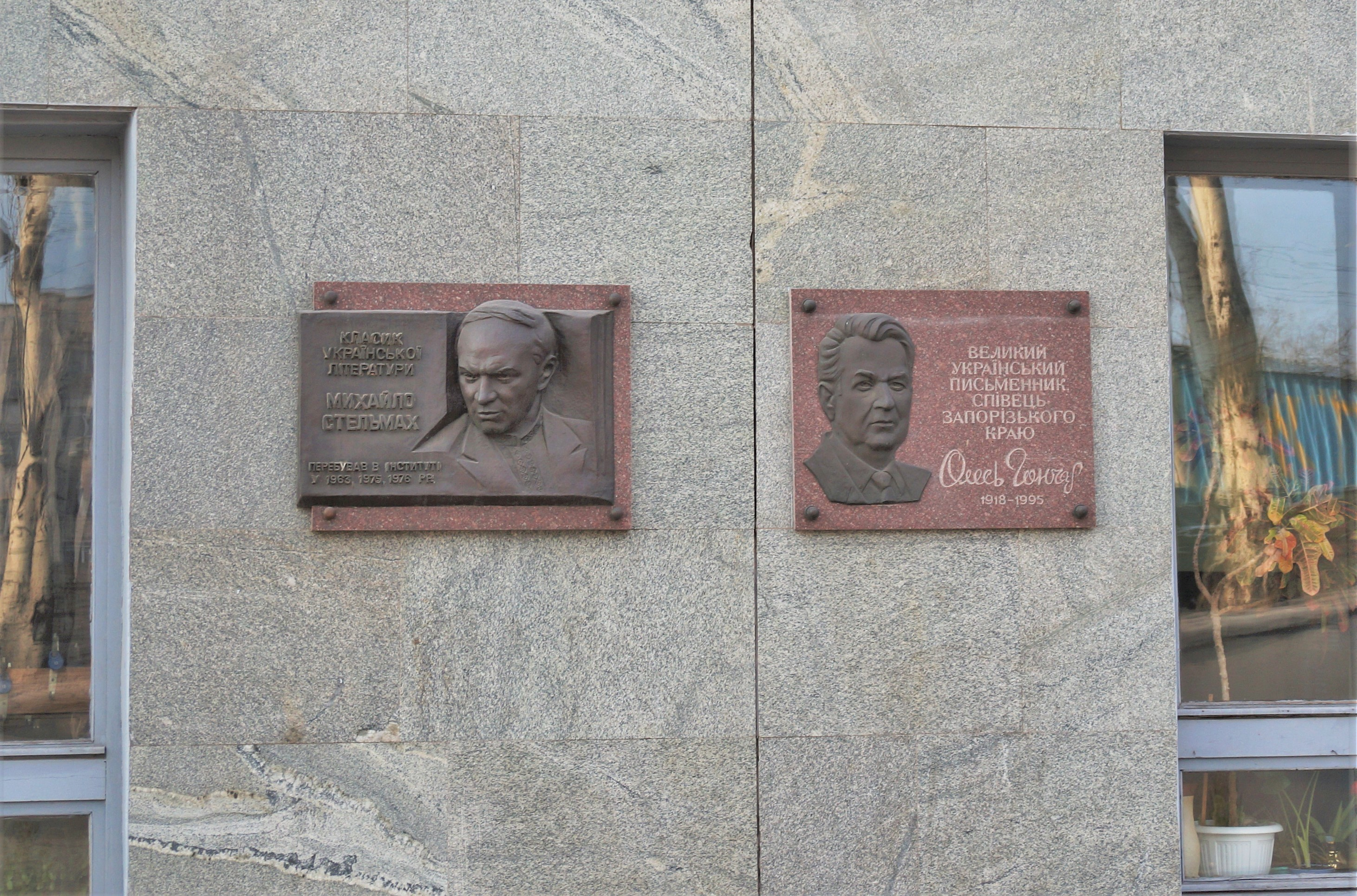
Plaques mémorielles Oles Hontchar et Mykhailo Stelmakh classées,.

- Histoire et Relations internationales ;
- Biologie ;
- Philologie ;
- Droit.

### Anciens étudiants
- Wladimir Sidorenko, boxeur.
- Olena Joupina, plongeuse.
- Denys Sylantyev, nageur.
- Volodimir Klitchko, boxeur.
- Vyuhar Rahimov, lutteur.
- Mariia Pomazan, lanceuse de poids.
- Maryna Cherniak, judokate.
- Aleksandr Streltsov, bobeur.
- Yanina Sokolova, actrice.

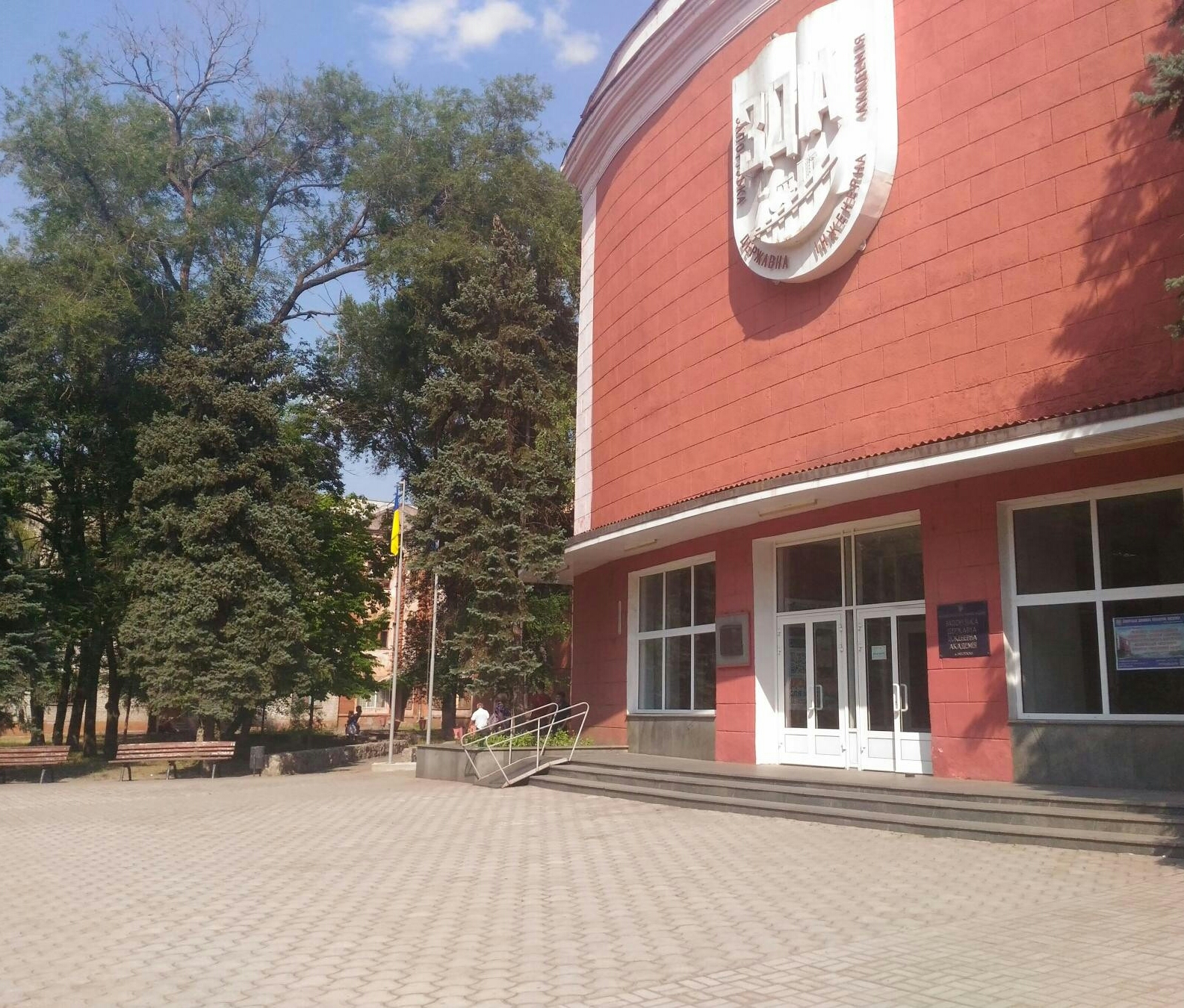
Institut d'ingénieurs.
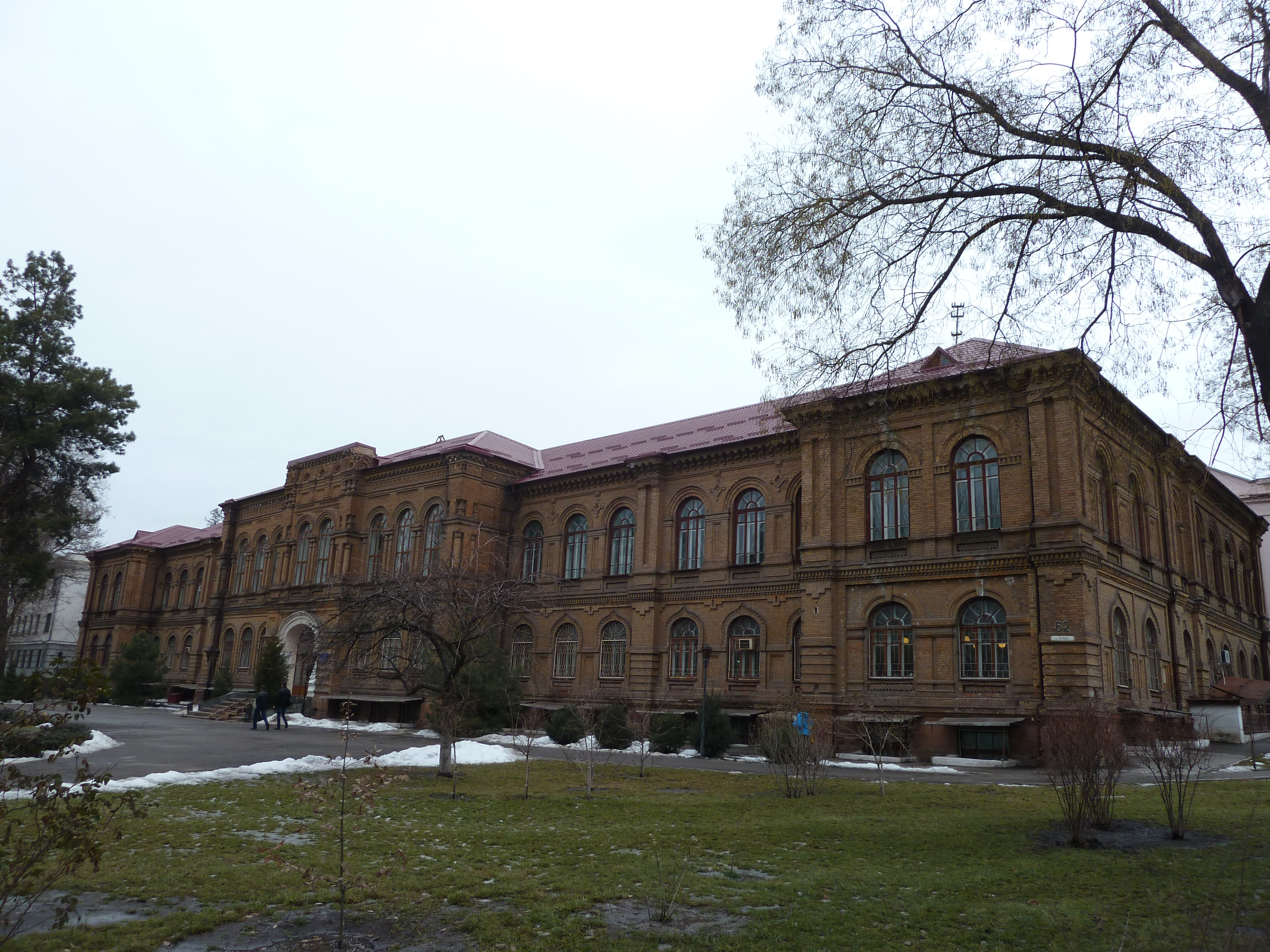
Bâtiment de la rue Gogol classé[3],.